# 1711 en science
| Années de la science : 1708 - 1709 - 1710 - 1711 - 1712 - 1713 - 1714    |
| Décennies de la science : 1680 - 1690 - 1700 - 1710 - 1720 - 1730 - 1740 |

Cet article présente les faits marquants de l'année 1711 en science.

## Événements
- 19 janvier : inauguration officielle de l'Académie des sciences de Berlin par le roi Frédéric Ier de Prusse[1].
- 4 mars : Gottfried Wilhelm Leibniz, accusé en 1708 par John Keill d'avoir plagié le calcul infinitésimal de Newton porte plainte par lettre à la Royal Society qui forme en 1712 une commission d'enquête formée exclusivement d'amis de Newton. Elle publie un rapport, le Commercium epistolicum, qui conclut que Newton est le premier inventeur[2],[3].

- Une machine à feu, première machine à vapeur utilisable est mise au point par les mécaniciens Thomas Newcomen (1663-1729) et Thomas Savery et installé pour pomper l'eau dans une mine près de Birmingham[4]. Le défaut de leur machine est la perte d’énergie provoquée par le refroidissement du cylindre pour obtenir le retour du piston après la poussée de la vapeur.
- John Shore invente le diapason[5].

## Publications
- Giovanni Ceva : De Re Nummeraria, un des premiers livres d'économie mathématique.
- Luigi Ferdinando Marsigli : Brieve ristretto del Saggio fisico intorno alla storia del mare. Il observe les « fleurs du corail » en aquarium et décrit le corail comme un végétal[6].

## Naissances

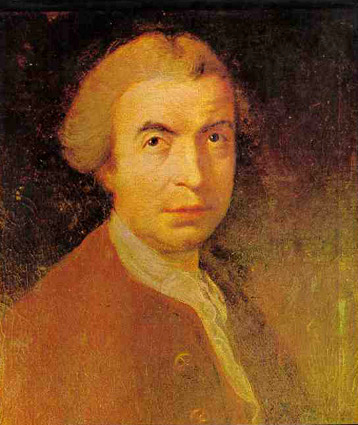
Rudjer Boscovich

- 12 mars : Abraham Darby II (mort le 31 mars 1763), maître de forges et quaker britannique[7].
- 2 avril : Job Baster (mort en 1775), médecin et naturaliste néerlandais.
- 18 mai : Rudjer Boscovich (mort en 1787), jésuite et scientifique, citoyen de la république de Raguse (aujourd'hui Dubrovnik, Croatie), théoricien de l’atome.
- 7 juin : François Jacquier (mort en 1788), mathématicien et physicien franciscain français.
- 22 juillet : Georg Wilhelm Richmann (mort en 1753), physicien russe.
- 11 septembre : Alexandre Guy Pingré (mort en 1796), astronome et géographe naval français.
- 22 septembre : Thomas Wright (mort en 1786), astronome, mathématicien, fabricant d'instruments, concepteur de jardins et architecte anglais.
- 31 octobre : Laura Bassi (morte en 1778), scientifique italienne.
- 19 novembre : Mikhail Lomonosov (mort en 1765), scientifique russe.

## Décès
- 11 avril : Louis Carré (né en 1663), mathématicien français.
- Joseph Knibb (né en 1640), horloger et inventeur anglais.